# 61P/Šajn-Schaldach
61P/Shajn-Schaldach, komet Jupiterove obitelji. 